# Asbach (Bad Hersfeld)
Asbach ist ein Stadtteil von Bad Hersfeld im osthessischen Landkreis Hersfeld-Rotenburg.

## Geographie
Benachbarte Orte (im Uhrzeigersinn) sind der Eichhof im Nordosten, Kohlhausen im Osten, Kerspenhausen im Südosten und Beiershausen im Süden. Die Gemeinde Niederaula grenzt im Süden an. Asbach liegt im Fuldatal und ist zu einem großen Teil von Wald umgeben.
Der Stadtteil ist über die Bundesstraße 62 erreichbar, die Bad Hersfeld und Niederaula verbindet. Durch Asbach verläuft die Knüllwaldbahn.
Der Asbach (mundartlich auch die Bach) entspringt oberhalb von Asbach, durchfließt den Ort und mündet in die nahe Fulda.

## Geschichte
Asbach wurde erstmals im Jahr 1073 urkundlich erwähnt.
Zum 31. Dezember 1971 wurde im Zuge der Gebietsreform in Hessen die bis dahin selbständige Gemeinde Asbach in die Kreisstadt Bad Hersfeld eingegliedert. Für den Stadtteil Allmershausen wurde ein Ortsbezirk mit Ortsbeirat und Ortsvorsteher nach der Hessischen Gemeindeordnung eingerichtet.

## Einwohnerentwicklung
| Asbach: Einwohnerzahlen von 1834 bis 2011 | Asbach: Einwohnerzahlen von 1834 bis 2011 | Asbach: Einwohnerzahlen von 1834 bis 2011 | Asbach: Einwohnerzahlen von 1834 bis 2011 | Asbach: Einwohnerzahlen von 1834 bis 2011 |
| --- | ----------------------------------------- | ----------------------------------------- | ----------------------------------------- | ----------------------------------------- |
| Jahr |                                           |                                           |                                           | Einwohner                                 |
| 1834 | 1834                                      |                                           | 607                                       | 607                                       |
| 1840 | 1840                                      |                                           | 685                                       | 685                                       |
| 1846 | 1846                                      |                                           | 673                                       | 673                                       |
| 1852 | 1852                                      |                                           | 659                                       | 659                                       |
| 1858 | 1858                                      |                                           | 654                                       | 654                                       |
| 1864 | 1864                                      |                                           | 671                                       | 671                                       |
| 1871 | 1871                                      |                                           | 661                                       | 661                                       |
| 1875 | 1875                                      |                                           | 636                                       | 636                                       |
| 1885 | 1885                                      |                                           | 653                                       | 653                                       |
| 1895 | 1895                                      |                                           | 615                                       | 615                                       |
| 1905 | 1905                                      |                                           | 697                                       | 697                                       |
| 1910 | 1910                                      |                                           | 713                                       | 713                                       |
| 1925 | 1925                                      |                                           | 781                                       | 781                                       |
| 1939 | 1939                                      |                                           | 918                                       | 918                                       |
| 1946 | 1946                                      |                                           | 1.049                                     | 1.049                                     |
| 1950 | 1950                                      |                                           | 1.272                                     | 1.272                                     |
| 1956 | 1956                                      |                                           | 1.197                                     | 1.197                                     |
| 1961 | 1961                                      |                                           | 1.127                                     | 1.127                                     |
| 1967 | 1967                                      |                                           | 1.080                                     | 1.080                                     |
| 1970 | 1970                                      |                                           | 1.185                                     | 1.185                                     |
| 1980 | 1980                                      |                                           | ?                                         | ?                                         |
| 1994 | 1994                                      |                                           | 1.427                                     | 1.427                                     |
| 2004 | 2004                                      |                                           | 1.455                                     | 1.455                                     |
| 2011 | 2011                                      |                                           | 1.194                                     | 1.194                                     |
| Datenquelle: Historisches Gemeindeverzeichnis für Hessen: Die Bevölkerung der Gemeinden 1834 bis 1967. Wiesbaden: Hessisches Statistisches Landesamt, 1968. Weitere Quellen: bis 1970 LAGIS; nach 1980. Stadt Bad Hersfeld; Zensus 2011 |                                           |                                           |                                           |                                           |

## Politik
Für Asbach besteht ein Ortsbezirk (Gebiete der ehemaligen Gemeinde Asbach) mit Ortsbeirat und Ortsvorsteher nach der Hessischen Gemeindeordnung.
Der Ortsbeirat besteht aus neuen Mitgliedern. Seit den Kommunalwahlen in Hessen 2021 gehören ihm vier Mitglieder der SPD, vier Mitglieder der FWG und ein Mitglied der BLA (Bürgerlist Alsbach) an. Ortsvorsteher ist Marco Wenderoth (FWG).
Das Wahlergebnis in der Übersicht:
- SPD 41,47 %
- FWG 40,47 %
- BLA 12,88 %
- FDP 5,19 %

## Wirtschaft und Infrastruktur

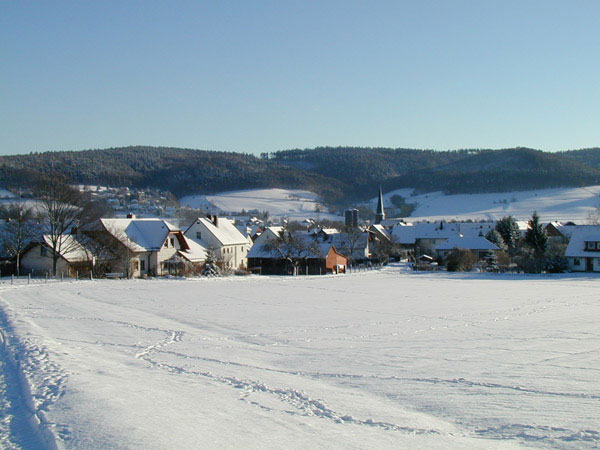
Blick auf den Ortskern von Asbach

Die bauliche Struktur des Ortes ist durch den alten dörflichen Ortskern geprägt, der nach und nach durch Neubaugebiete erweitert wurde.
Mittelpunkt des Dorfes ist die im Zentrum gelegene evangelische Kirche mit einer langen Geschichte: Als erster evangelischer Pfarrer ist bereits im Jahr 1560 Johannes Kohlhäuser urkundlich belegt. Asbach verfügt über eine Grundschule sowie seit 1973 über einen städtischen Kindergarten. Das Sozialleben wird durch mehrere Vereine mitgeprägt: den 1928 gegründeten Spielverein Asbach-Bad Hersfeld 1928 e. V., Burschen- und Mädchenverein Randelsried-Asbach e. V., den Posaunenchor, den Männergesangverein und den Frauenchor, die Landfrauen, den Obst- und Gartenbauverein sowie die Freiwillige Feuerwehr.
Asbach ist überwiegend Wohnsitz von Berufspendlern. Einige haupt- und nebenerwerbstätige Landwirte sowie handwerkliche Betriebe, Dienstleister und Logistikunternehmen sind am Ort ansässig. Zwischen Asbach und dem Eichhof befindet sich ein Hauptlager des Online-Versandhauses Amazon. Aufgrund der zentralen Lage Asbachs innerhalb Deutschlands und der guten Erreichbarkeit der
Bundesautobahnen 4, 5 und 7 ist die Gegend sehr gut für Logistikunternehmen geeignet.

### Verkehr

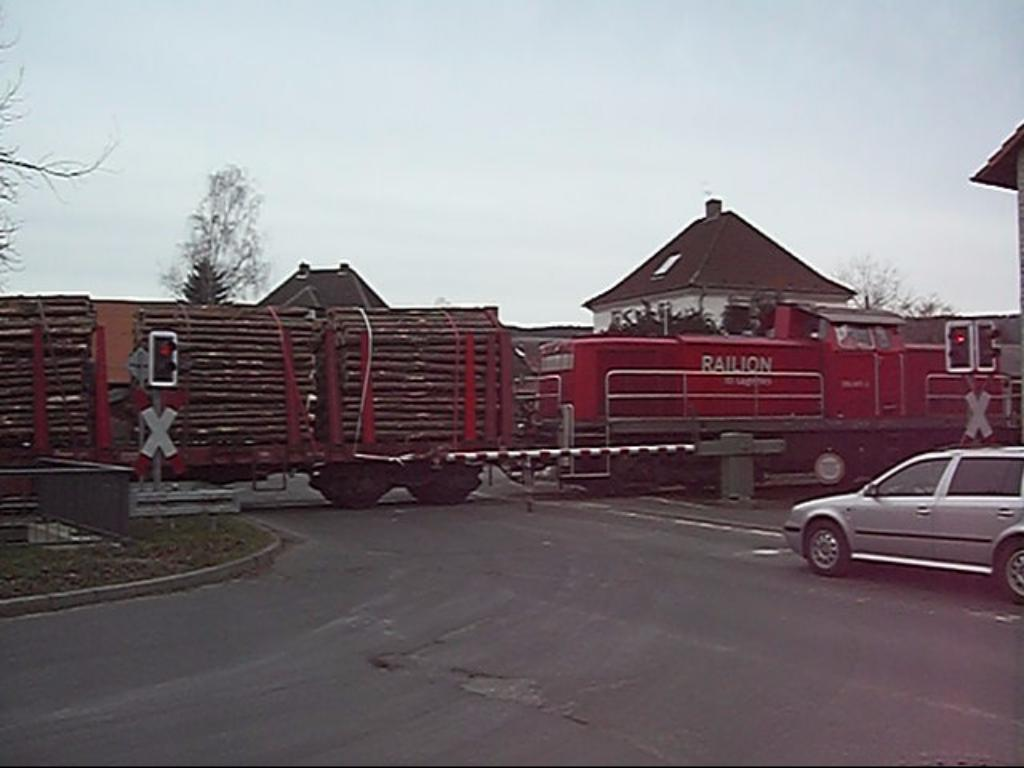
Bahnübergang Bad Hersfeld-Asbach (Knüllwaldbahn)

Asbach ist in das System des ÖPNV des Kreises Bad Hersfeld-Rotenburg eingebunden, das wiederum dem Nordhessischen Verkehrsverbund (NVV) angeschlossen ist. Früher gab es einen Bahnhof in Asbach, heute fahren auf der Knüllwaldbahn nur noch Güterzüge. Über den 4 km entfernten Bahnhof Bad Hersfeld besteht Zugang zum ICE-Netz der Deutschen Bahn.
Straßenverkehrsanbindung besteht über die Bundesstraße 62 und die Bundesautobahnen 4, 5 und 7.
Der Flughafen Frankfurt ist 150 km entfernt.

### Tourismus

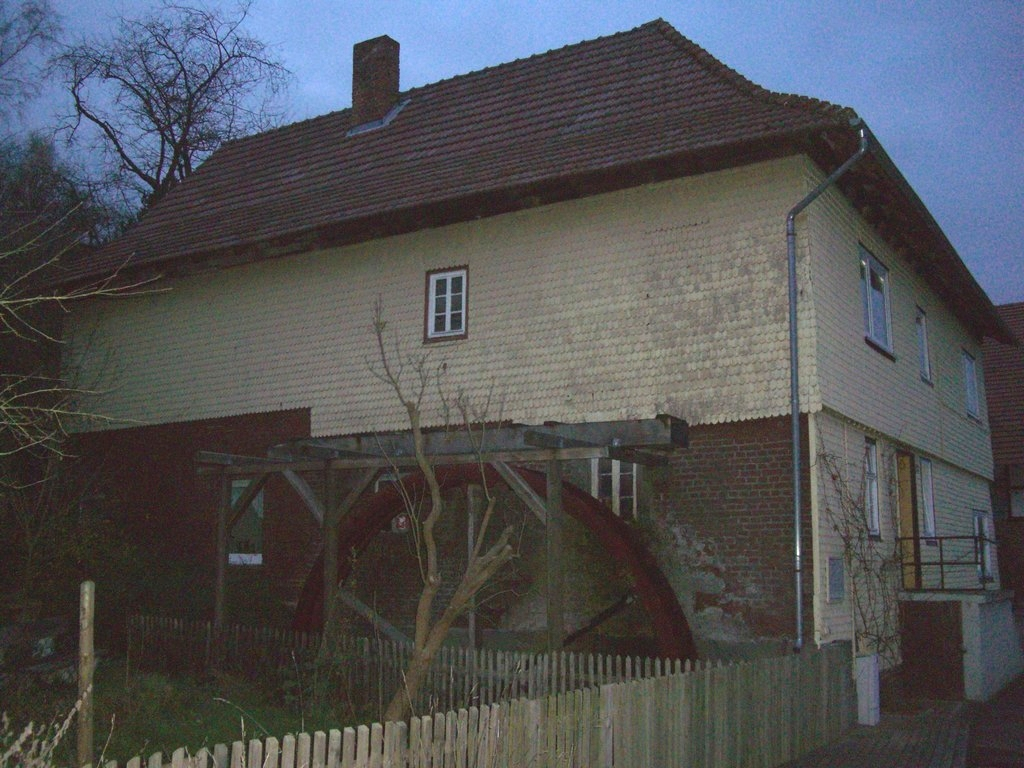
Die Wassermühle in Asbach

Touristisch attraktiv sind vor allem die um den Stadtteil führenden Wald- und Wanderwege und die hervorragende Aussicht auf die umliegenden Gemeinden.
Das oberschlächtige Wasserrad an der alten Wassermühle in der Mühlestraße wurde für den Tourismus und als Bereicherung des Dorfes wieder hergerichtet. In den Sommermonaten kann man per Knopfdruck Wasser in die Holzrinne pumpen lassen, und das Wasserrad dreht sich dann ein paar Sekunden.
Westlich von Asbach, im Asbachtal, befindet sich die Burgruine Milnrode, die zu Fuß gut zu erreichen ist. Nicht weit entfernt von der Burgruine befinden sich die Reste des im Dritten Reich errichteten Zwangsarbeiter-, Sterbe- und Abtreibungslagers Pfaffenwald.
Es stehen Hotelzimmer zur Verfügung. Zu den kulinarischen Spezialitäten zählt die Ahle Wurst. Kulturelle Höhepunkte Bad Hersfelds, wie das Lullusfest und die Bad Hersfelder Festspiele, sind von Asbach aus innerhalb weniger Minuten erreichbar.